# Strychnos wallichiana
Strychnos wallichiana là một loài thực vật có hoa trong họ Mã tiền. Loài này được Steud. ex A. DC. miêu tả khoa học đầu tiên năm 1845.